# Eishockey-Weltmeisterschaft der Herren 2010
Die 74. Eishockey-Weltmeisterschaft der Herren fand vom 7. bis zum 23. Mai 2010 in Deutschland statt. Die Titelkämpfe wurden in der Lanxess Arena in Köln (Fassungsvermögen: 18.500 Zuschauer) und in der SAP-Arena in Mannheim (13.600 Zuschauer) ausgetragen. Das ausverkaufte Eröffnungsspiel zwischen den Nationalmannschaften Deutschlands und der USA fand am 7. Mai 2010 in der Veltins-Arena in Gelsenkirchen vor 77.803 Zuschauern statt und stellte einen neuen Zuschauerrekord im Eishockeysport dar. Durch einen 2:1-Sieg gegen Russland im Finale am 23. Mai in Köln wurde die tschechische Nationalmannschaft zum 12. Mal Weltmeister.
Die nicht für die Weltmeisterschaft qualifizierten Nationalmannschaften spielten in drei niederklassigen Divisionen zu jeweils zwei Gruppen à sechs Mannschaften. Dabei setzten sich in der Division I Österreich und Slowenien durch und qualifizierten sich damit für die Eishockey-Weltmeisterschaft 2011. In der Division III trat erstmals die Nationalmannschaft der Vereinigten Arabischen Emirate an.

## Teilnehmer, Austragungsorte und -zeiträume
- Top-Division: 7. bis 23. Mai 2010 in Köln, Mannheim und Gelsenkirchen, Deutschland
Teilnehmer:  Belarus,  Dänemark,  Deutschland (Gastgeber),  Finnland,  Frankreich,  Italien (Aufsteiger),  Kanada,  Kasachstan (Aufsteiger),  Lettland,  Norwegen,  Russland (Titelverteidiger),  Schweden,  Schweiz,  Slowakei,  Tschechien,  USA

- Division I
  - Gruppe A: 19. bis 25. April 2010 in Tilburg, Niederlande
Teilnehmer:  Japan,  Litauen,  Niederlande,  Österreich (Absteiger),  Serbien (Aufsteiger),  Ukraine
  - Gruppe B: 17. bis 23. April 2010 in Ljubljana, Slowenien
Teilnehmer:  Kroatien,  Großbritannien,  Polen,  Slowenien,  Südkorea (Aufsteiger),  Ungarn (Absteiger)

- Division II
  - Gruppe A: 11. bis 17. April 2010 in Naucalpan de Juárez, Mexiko
Teilnehmer:  Australien (Absteiger),  Belgien,  Bulgarien,  Mexiko,  Spanien,  Türkei (Aufsteiger)
  - Gruppe B: 10. bis 16. April 2010 in Narva, Estland
Teilnehmer:  Volksrepublik China,  Estland,  Island,  Israel,  Neuseeland (Aufsteiger),  Rumänien (Absteiger)

- Division III
  - Gruppe A: 14. bis 17. April 2010 in Kockelscheuer, Luxemburg
Teilnehmer:  Griechenland,  Luxemburg,  Irland,  Vereinigte Arabische Emirate (Neuling)
  - Gruppe B: 14. bis 18. April 2010 in Jerewan, Armenien
Teilnehmer:  Armenien (erste Teilnahme seit 2006),  Mongolei (erste Teilnahme seit 2008),  Nordkorea (Absteiger),  Südafrika (Absteiger)

## Top-Division
Die Weltmeisterschaft der Top-Division wurde vom 7. bis zum 23. Mai 2010 in den deutschen Städten Köln und Mannheim ausgetragen. Gespielt wurde in der Lanxess Arena (18.500 Plätze) in Köln sowie der SAP-Arena in Mannheim mit 13.600 Plätzen. Die Auftaktpartie fand in der Veltins-Arena in Gelsenkirchen statt, die eine einmalige Kapazität von 77.803 Plätzen aufwies.

### Vergabe
Für die Austragung der Weltmeisterschaft des Jahres 2010 hatten sich vier Nationen beworben – Deutschland, Schweden, die Slowakei und Belarus.
| Bewerber    | Stimmen | Anteil (in %) |
| ----------- | ------- | ------------- |
| Deutschland | 89      | 83,2          |
| Belarus     | 18      | 16,8          |
| Schweden    | –       | –             |
| Slowakei    | –       | –             |

Deutschland erhielt am 13. Mai 2005 von den Teilnehmern des Jahreskongresses der Internationalen Eishockey-Föderation (IIHF) in Wien den Zuschlag. In der Abstimmung setzte sich die Bewerbung des Deutschen Eishockey-Bundes (DEB) mit 89 Stimmen gegen die aus Belarus (18 Stimmen) durch. Die Slowakei und Schweden hatten ihre Bewerbungen bereits vor der Abstimmung zurückgezogen. Deutschland war damit nach 1936, 1955, 1975, 1983, 1993 und 2001 zum siebten Mal Ausrichter einer Herren-Weltmeisterschaft.

### Austragungsorte
Die Kölner Lanxess Arena (früher Kölnarena) bietet 18.500 Plätze und ist normalerweise der Spielort der Kölner Haie. Die Mannheimer SAP-Arena, ebenfalls DEL-Spielort der Adler Mannheim, bietet 13.600 Plätze. Das Eröffnungsspiel fand in der dafür umgebauten Veltins-Arena in Gelsenkirchen, dem Stadion des deutschen Fußball-Bundesligisten FC Schalke 04, statt. Diese bot für das Spiel eine Kapazität von 77.803 Plätzen. Die vorherige Bestmarke stammte vom Oktober 2001 und betrug 74.554 Besucher im Spartan Stadium in East Lansing bei einem Open-Air-College-Spiel zwischen Michigan und der Michigan State University.
| Köln |

| Mannheim |

| Gelsenkirchen |

| Köln |

| Mannheim |

| Gelsenkirchen |

### Teilnehmer
Am Turnier nahmen die besten 13 Mannschaften der Vorjahres-Weltmeisterschaft, die Sieger der beiden Turniere der Division I des Vorjahres sowie Deutschland als Gastgeber teil:
| 1 aus Asien       | Kasachstan (Aufsteiger aus der Division I) | Kasachstan (Aufsteiger aus der Division I) | Kasachstan (Aufsteiger aus der Division I) | Kasachstan (Aufsteiger aus der Division I) |
| 13 aus Europa     | Belarus                                    | Dänemark                                   | Deutschland (Gastgeber)                    | Finnland                                   |
| 13 aus Europa     | Frankreich                                 | Italien (Aufsteiger aus der Division I)    | Lettland                                   | Norwegen                                   |
| 13 aus Europa     | Russland (Titelverteidiger)                | Schweden                                   | Schweiz                                    | Slowakei                                   |
| 13 aus Europa     | Tschechien                                 |                                            |                                            |                                            |
| 2 aus Nordamerika | Kanada                                     | Kanada                                     | USA                                        | USA                                        |

#### Gruppeneinteilung
Die Gruppeneinteilung der Vorrunde wurde auf Basis der nach Abschluss der Weltmeisterschaft 2009 aktuellen IIHF-Weltrangliste festgelegt:
| Gruppe A (Köln) | Gruppe B (Mannheim) | Gruppe C (Mannheim) | Gruppe D (Köln, Gelsenkirchen) |
| Russland (1)    | Kanada (2)          | Schweden (3)        | Finnland (4)                   |
| Belarus (8)     | Schweiz (7)         | Tschechien (6)      | USA (5)                        |
| Slowakei (9)    | Lettland (10)       | Norwegen (11)       | Deutschland (12)               |
| Kasachstan (18) | Italien (15)        | Frankreich (14)     | Dänemark (13)                  |

* In Klammern ist der jeweilige Weltranglistenplatz angegeben.

### Vorrunde

#### Gruppe A
| 9. Mai 2010 16:15 Uhr (Ortszeit) | Belarus D. Mjaleschka (32:09) M. Stefanowitsch (33:39) A. Kaljuschny (44:21) R. Salej (50:14) S. Dsjamahin (58:20) | 5:2 (0:0, 2:2, 3:0) Spielbericht | Kasachstan D. Dudarew (20:17) W. Antipin (30:30) | Lanxess Arena, Köln Zuschauer: 6.125 |

| 9. Mai 2010 20:15 Uhr | Slowakei I. Majeský (43:51) | 1:3 (0:1, 0:1, 1:1) Spielbericht | Russland M. Afinogenow (14:51) A. Owetschkin (29:23) W. Koslow (59:06) | Lanxess Arena, Köln Zuschauer: 18.522 |

| 11. Mai 2010 16:15 Uhr | Russland A. Owetschkin (10:20) I. Kowaltschuk (20:42) A. Sjomin (37:55) D. Grebeschkow (43:22) | 4:1 (1:0, 2:0, 1:1) Spielbericht | Kasachstan D. Dudarew (57:59) | Lanxess Arena, Köln Zuschauer: 9.274 |

| 11. Mai 2010 20:15 Uhr | Belarus S. Dsjamahin (4:29) A. Kaljuschny (9:03) | 2:4 (2:0, 0:2, 0:2) Spielbericht | Slowakei I. Čiernik (22:42) M. Bartovič (30:07) M. Zagrapan (44:07) M. Bartovič (59:06) | Lanxess Arena, Köln Zuschauer: 8.862 |

| 13. Mai 2010 16:15 Uhr | Russland S. Mosjakin (10:45) A. Owetschkin (32:21) A. Anissimow (34:03) | 3:1 (1:0, 2:0, 0:1) Spielbericht | Belarus A. Kaljuschny (44:21) | Lanxess Arena, Köln Zuschauer: 17.540 |

| 13. Mai 2010 20:15 Uhr | Kasachstan D. Dudarew (44:03) | 1:5 (0:1, 0:2, 1:2) Spielbericht | Slowakei M. Zagrapan (16:30) I. Čiernik (25:04) I. Čiernik (33:52) T. Tatar (54:18) A. Podkonický (58:05) | Lanxess Arena, Köln Zuschauer: 13.556 |

| Pl. |            | Sp | S | OTS | OTN | N | Tore  | Punkte |
| 1.  | Russland   | 3  | 3 | 0   | 0   | 0 | 10:03 | 9      |
| 2.  | Slowakei   | 3  | 2 | 0   | 0   | 1 | 10:06 | 6      |
| 3.  | Belarus    | 3  | 1 | 0   | 0   | 2 | 08:09 | 3      |
| 4.  | Kasachstan | 3  | 0 | 0   | 0   | 3 | 04:14 | 0      |

Abkürzungen: Pl. = Platz, Sp = Spiele, S = Siege, OTS = Siege nach Verlängerung (Overtime) oder Penaltyschießen, OTN = Niederlagen nach Verlängerung oder Penaltyschießen, N = Niederlagen

Erläuterungen: Zwischenrundenqualifikant, Abstiegsrundenqualifikant

#### Gruppe B
| 8. Mai 2010 16:15 Uhr (Ortszeit) | Kanada C. Perry (2:43) K. Russell (19:12) M. Duchene (25:57) S. Stamkos (30:37) R. Bourque (57:19) | 5:1 (2:1, 2:0, 1:0) Spielbericht | Italien M. Strazzabosco (12:44) | SAP-Arena, Mannheim Zuschauer: 7.912 |

| 8. Mai 2010 20:15 Uhr | Schweiz A. Ambühl (2:26) R. Josi (22:28) M. Plüss (59:58) | 3:1 (1:0, 1:0, 1:1) Spielbericht | Lettland G. Meija (42:35) | SAP-Arena, Mannheim Zuschauer: 7.098 |

| 10. Mai 2010 16:15 Uhr | Schweiz T. Monnet (21:20) D. Brunner (46:39) M. Plüss (59:44) | 3:0 (0:0, 1:0, 2:0) Spielbericht | Italien | SAP-Arena, Mannheim Zuschauer: 5.971 |

| 10. Mai 2010 20:15 Uhr | Lettland G. Pujacs (50:25) | 1:6 (0:2, 0:4, 1:0) Spielbericht | Kanada J. Tavares (1:59) S. Stamkos (18:19) M. Giordano (25:30) J. Tavares (26:58) S. Downie (30:07) M. Giordano (39:06) | SAP-Arena, Mannheim Zuschauer: 5.501 |

| 12. Mai 2010 16:15 Uhr | Italien A. Egger (14:45) G. Scandella (43:28) | 2:5 (1:1, 0:1, 1:3) Spielbericht | Lettland K. Daugaviņš (0:50) A. Ņiživijs (28:26) A. Reķis (41:56) K. Daugaviņš (57:13) M. Karsums (59:09) | SAP-Arena, Mannheim Zuschauer: 4.029 |

| 12. Mai 2010 20:15 Uhr | Kanada J. Tavares (14:29) | 1:4 (1:2, 0:1, 0:1) Spielbericht | Schweiz I. Rüthemann (11:47) M. Plüss (14:03) A. Ambühl (21:38) T. Déruns (45:29) | SAP-Arena, Mannheim Zuschauer: 12.500 |

| Pl. |          | Sp | S | OTS | OTN | N | Tore  | Punkte |
| 1.  | Schweiz  | 3  | 3 | 0   | 0   | 0 | 10:02 | 9      |
| 2.  | Kanada   | 3  | 2 | 0   | 0   | 1 | 12:06 | 6      |
| 3.  | Lettland | 3  | 1 | 0   | 0   | 2 | 07:11 | 3      |
| 4.  | Italien  | 3  | 0 | 0   | 0   | 3 | 03:13 | 0      |

Abkürzungen: Pl. = Platz, Sp = Spiele, S = Siege, OTS = Siege nach Verlängerung (Overtime) oder Penaltyschießen, OTN = Niederlagen nach Verlängerung oder Penaltyschießen, N = Niederlagen

Erläuterungen: Zwischenrundenqualifikant, Abstiegsrundenqualifikant

#### Gruppe C
| 9. Mai 2010 16:15 Uhr (Ortszeit) | Tschechien P. Hubáček (0:44) J. Novotný (11:43) P. Gřegořek (23:23) K. Rachůnek (25:07) L. Kašpar (46:06) M. Blaťák (59:27) | 6:2 (2:0, 2:0, 2:2) Spielbericht | Frankreich Y. Treille (46:27) L. Meunier (48:37) | SAP-Arena, Mannheim Zuschauer: 3.132 |

| 9. Mai 2010 20:15 Uhr | Norwegen P. Thoresen (20:20) H. Solberg (44:57) | 2:5 (0:2, 1:0, 1:3) Spielbericht | Schweden M. Weinhandl (6:43) E. Karlsson (12:45) M. Weinhandl (47:08) M. Pääjärvi-Svensson (54:31) M. Weinhandl (57:43) | SAP-Arena, Mannheim Zuschauer: 5.022 |

| 11. Mai 2010 16:15 Uhr | Tschechien J. Jágr (27:56) J. Jágr (53:09) | 2:3 (0:1, 1:1, 1:1) Spielbericht | Norwegen M. Zuccarello Aasen (12:09) A. Fredriksen (30:13) A. Bastiansen (44:23) | SAP-Arena, Mannheim Zuschauer: 2.256 |

| 11. Mai 2010 20:15 Uhr | Schweden C. Gunnarsson (17:49) J. Andersson (22:34) J. Harju (27:44) | 3:2 (1:0, 2:0, 0:2) Spielbericht | Frankreich Y. Treille (44:34) L. Tardif (54:05) | SAP-Arena, Mannheim Zuschauer: 3.268 |

| 13. Mai 2010 16:15 Uhr | Frankreich S. Da Costa (12:49) | 1:5 (1:0, 0:1, 0:4) Spielbericht | Norwegen P. Lorentzen (32:02) M. Zuccarello Aasen (42:34) A. Bastiansen (47:19) P. Thoresen (48:42) M. Olimb (56:57) | SAP-Arena, Mannheim Zuschauer: 4.403 |

| 13. Mai 2010 20:15 Uhr | Schweden M. Pääjärvi-Svensson (24:03) | 1:2 (0:1, 1:1, 0:0) Spielbericht | Tschechien T. Rolinek (0:54) P. Hubáček (29:18) | SAP-Arena, Mannheim Zuschauer: 12.500 |

| Pl. |            | Sp | S | OTS | OTN | N | Tore  | Punkte |
| 1.  | Schweden   | 3  | 2 | 0   | 0   | 1 | 09:06 | 6      |
| 2.  | Tschechien | 3  | 2 | 0   | 0   | 1 | 10:06 | 6      |
| 3.  | Norwegen   | 3  | 2 | 0   | 0   | 1 | 10:08 | 6      |
| 4.  | Frankreich | 3  | 0 | 0   | 0   | 3 | 05:14 | 0      |

Abkürzungen: Pl. = Platz, Sp = Spiele, S = Siege, OTS = Siege nach Verlängerung (Overtime) oder Penaltyschießen, OTN = Niederlagen nach Verlängerung oder Penaltyschießen, N = Niederlagen

Erläuterungen: Zwischenrundenqualifikant, Abstiegsrundenqualifikant

#### Gruppe D
| 7. Mai 2010 20:15 Uhr (Ortszeit) | USA R. Carter (48:28) | 1:2 n. V. (0:0, 0:1, 1:0, 0:1) Spielbericht | Deutschland M. Wolf (25:20) F. Schütz (60:21) | Veltins-Arena, Gelsenkirchen Zuschauer: 77.803 |

| 8. Mai 2010 20:15 Uhr | Finnland P. Kontiola (6:47) | 1:4 (1:2, 0:1, 0:1) Spielbericht | Dänemark F. Nielsen (2:20) P. Regin (5:19) J. Jakobsen (21:19) F. Nielsen (59:13) | Lanxess Arena, Köln Zuschauer: 11.452 |

| 10. Mai 2010 16:15 Uhr | USA K. Yandle (32:03) | 1:2 n. V. (0:0, 1:1, 0:0, 0:1) Spielbericht | Dänemark L. Eller (28:52) S. Lassen (62:04) | Lanxess Arena, Köln Zuschauer: 8.985 |

| 10. Mai 2010 20:15 Uhr | Deutschland | 0:1 (0:0, 0:1, 0:0) Spielbericht | Finnland J. Immonen (25:18) | Lanxess Arena, Köln Zuschauer: 18.654 |

| 12. Mai 2010 16:15 Uhr | Dänemark P. Larsen (3:40) | 1:3 (1:1, 0:2, 0:0) Spielbericht | Deutschland M. Goc (8:40) F. Schütz (33:28) N. Goc (35:09) | Lanxess Arena, Köln Zuschauer: 18.623 |

| 12. Mai 2010 20:15 Uhr | Finnland L. Komarov (35:52) J. Immonen (40:18) S. Kapanen (57:58) | 3:2 (0:1, 1:0, 2:1) Spielbericht | USA D. Moss (3:30) T. J. Oshie (59:43) | Lanxess Arena, Köln Zuschauer: 17.633 |

| Pl. |             | Sp | S | OTS | OTN | N | Tore  | Punkte |
| 1.  | Finnland    | 3  | 2 | 0   | 0   | 1 | 05:06 | 6      |
| 2.  | Deutschland | 3  | 1 | 1   | 0   | 1 | 05:03 | 5      |
| 3.  | Dänemark    | 3  | 1 | 1   | 0   | 1 | 07:05 | 5      |
| 4.  | USA         | 3  | 0 | 0   | 2   | 1 | 04:07 | 2      |

Abkürzungen: Pl. = Platz, Sp = Spiele, S = Siege, OTS = Siege nach Verlängerung (Overtime) oder Penaltyschießen, OTN = Niederlagen nach Verlängerung oder Penaltyschießen, N = Niederlagen

Erläuterungen: Zwischenrundenqualifikant, Abstiegsrundenqualifikant

### Zwischenrunde

#### Gruppe E
| 14. Mai 2010 16:15 Uhr (Ortszeit) | Slowakei | 0:6 (0:6, 0:0, 0:0) Spielbericht | Dänemark P. Regin (1:05) P. Larsen (4:20) M. Christensen (4:40) M. Madsen (10:52) M. Green (12:21) S. Lassen (13:42) | Lanxess Arena, Köln Zuschauer: 4.442 |

| 14. Mai 2010 20:15 Uhr | Finnland J. Immonen (27:23) J.-P. Hytönen (32:19) | 2:0 (0:0, 2:0, 0:0) Spielbericht | Belarus | Lanxess Arena, Köln Zuschauer: 5.273 |

| 15. Mai 2010 20:15 Uhr | Russland I. Kowaltschuk (14:20) N. Kuljomin (26:10) A. Owetschkin (49:46) | 3:2 (1:0, 1:1, 1:1) Spielbericht | Deutschland C. Ehrhoff (39:59) A. Barta (53:39) | Lanxess Arena, Köln Zuschauer: 18.343 |

| 16. Mai 2010 16:15 Uhr | Dänemark M. Christensen (25:02) | 1:6 (0:2, 1:1, 0:3) Spielbericht | Russland P. Dazjuk (15:07) A. Owetschkin (19:12) J. Malkin (33:40) P. Dazjuk (47:51) P. Dazjuk (50:51) N. Kuljomin (52:26) | Lanxess Arena, Köln Zuschauer: 5.789 |

| 16. Mai 2010 20:15 Uhr | Deutschland M. Müller (59:06) | 1:2 n. V. (0:1, 0:0, 1:0, 0:1) Spielbericht | Belarus A. Michaljou (6:43) A. Kaljuschny (64:45) | Lanxess Arena, Köln Zuschauer: 11.748 |

| 17. Mai 2010 16:15 Uhr | Finnland P. Kontiola (29:20) P. Nummelin (30:13) J. Jokinen (33:26) J. Jokinen (56:34) J. Aaltonen (58:54) | 5:2 (0:0, 3:0, 2:2) Spielbericht | Slowakei T. Tatar (41:58) V. Mihálik (58:01) | Lanxess Arena, Köln Zuschauer: 3.474 |

| 17. Mai 2010 20:15 Uhr | Belarus A. Stas (36:31) M. Stefanowitsch (57:49) | 2:1 (0:1, 1:0, 1:0) Spielbericht | Dänemark L. Eller (0:38) | Lanxess Arena, Köln Zuschauer: 3.257 |

| 18. Mai 2010 16:15 Uhr | Slowakei M. Svatoš (39:17) | 1:2 (0:1, 1:1, 0:0) Spielbericht | Deutschland A. Barta (7:19) D. Kreutzer (24:42) | Lanxess Arena, Köln Zuschauer: 15.137 |

| 18. Mai 2010 20:15 Uhr | Russland S. Fjodorow (16:42) J. Malkin (33:52) N. Kuljomin (34:02) A. Jemelin (42:15) M. Afinogenow (42:55) | 5:0 (1:0, 2:0, 2:0) Spielbericht | Finnland | Lanxess Arena, Köln Zuschauer: 11.687 |

| Pl. |             | Sp | S | OTS | OTN | N | Tore  | Punkte |
| 1.  | Russland    | 5  | 5 | 0   | 0   | 0 | 20:05 | 15     |
| 2.  | Finnland    | 5  | 3 | 0   | 0   | 2 | 09:11 | 9      |
| 3.  | Deutschland | 5  | 2 | 0   | 1   | 2 | 08:08 | 7      |
| 4.  | Dänemark    | 5  | 2 | 0   | 0   | 3 | 13:12 | 6      |
| 5.  | Belarus     | 5  | 1 | 1   | 0   | 3 | 07:11 | 5      |
| 6.  | Slowakei    | 5  | 1 | 0   | 0   | 4 | 08:18 | 3      |

Abkürzungen: Pl. = Platz, Sp = Spiele, S = Siege, OTS = Siege nach Verlängerung (Overtime) oder Penaltyschießen, OTN = Niederlagen nach Verlängerung oder Penaltyschießen, N = Niederlagen

Erläuterungen: Viertelfinalqualifikant

#### Gruppe F
| 14. Mai 2010 16:15 Uhr (Ortszeit) | Kanada E. Kane (13:09) C. Perry (23:51) M. Giordano (33:12) J. Tavares (36:42) R. Peverley (37:27) S. Downie (38:16) R. Whitney (39:06) E. Kane (39:48) J. Eberle (40:39) J. Tavares (45:57) J. Tavares (49:18) M. Duchene (50:18) | 12:1 (1:1, 7:0, 4:0) Spielbericht | Norwegen J. Holøs (1:35) | SAP-Arena, Mannheim Zuschauer: 2.670 |

| 14. Mai 2010 20:15 Uhr | Schweden M. Pääjärvi-Svensson (0:31) O. Ekman Larsson (5:08) M. Nylander (14:30) T. Mårtensson (58:00) | 4:2 (3:1, 0:0, 1:1) Spielbericht | Lettland M. Karsums (0:56) M. Karsums (45:01) | SAP-Arena, Mannheim Zuschauer: 3.078 |

| 15. Mai 2010 20:15 Uhr | Schweiz M. Plüss (4:13) A. Ambühl (14:07) A. Ambühl (31:47) | 3:2 (2:0, 1:2, 0:0) Spielbericht | Tschechien J. Marek (24:07) M. Blaťák (34:41) | SAP-Arena, Mannheim Zuschauer: 7.206 |

| 16. Mai 2010 16:15 Uhr | Lettland L. Dārziņš (42:06) M. Cipulis (48:45) G. Galviņš (57:45) J. Sprukts (58:25) G. Galviņš (59:54) | 5:0 (0:0, 0:0, 5:0) Spielbericht | Norwegen | SAP-Arena, Mannheim Zuschauer: 1.925 |

| 16. Mai 2010 20:15 Uhr | Schweden J. Harju (2:35) J. Andersson (21:47) J. Andersson (24:51) | 3:1 (1:0, 2:0, 0:1) Spielbericht | Kanada B. Laich (46:57) | SAP-Arena, Mannheim Zuschauer: 4.289 |

| 17. Mai 2010 16:15 Uhr | Norwegen A. Bastiansen (3:55) L.-E. Spets (6:53) M. Zuccarello Aasen (18:39) | 3:2 (3:1, 0:0, 0:1) Spielbericht | Schweiz T. Monnet (7:49) J. Vauclair (57:49) | SAP-Arena, Mannheim Zuschauer: 1.896 |

| 17. Mai 2010 20:15 Uhr | Tschechien T. Rolinek (22:21) T. Rolinek (37:51) R. Červenka (52:51) | 3:1 (0:0, 2:0, 1:1) Spielbericht | Lettland S. Pečura (52:05) | SAP-Arena, Mannheim Zuschauer: 3.354 |

| 18. Mai 2010 16:15 Uhr | Kanada R. Whitney (6:59) M. Duchene (58:49) | 2:3 (1:1, 0:2, 1:0) Spielbericht | Tschechien L. Kašpar (18:20) J. Jágr (32:19) J. Klepiš (38:18) | SAP-Arena, Mannheim Zuschauer: 6.466 |

| 18. Mai 2010 20:15 Uhr | Schweiz | 0:5 (0:1, 0:2, 0:2) Spielbericht | Schweden M. Pääjärvi-Svensson (3:02) J. Harju (20:48) V. Hedman (23:40) F. Pettersson (43:53) T. Mårtensson (44:41) | SAP-Arena, Mannheim Zuschauer: 5.757 |

| Pl. |            | Sp | S | OTS | OTN | N | Tore  | Punkte |
| 1.  | Schweden   | 5  | 4 | 0   | 0   | 1 | 18:07 | 12     |
| 2.  | Schweiz    | 5  | 3 | 0   | 0   | 2 | 12:12 | 9      |
| 3.  | Tschechien | 5  | 3 | 0   | 0   | 2 | 12:10 | 9      |
| 4.  | Kanada     | 5  | 2 | 0   | 0   | 3 | 22:12 | 6      |
| 5.  | Norwegen   | 5  | 2 | 0   | 0   | 3 | 09:26 | 6      |
| 6.  | Lettland   | 5  | 1 | 0   | 0   | 4 | 10:16 | 3      |

Abkürzungen: Pl. = Platz, Sp = Spiele, S = Siege, OTS = Siege nach Verlängerung (Overtime) oder Penaltyschießen, OTN = Niederlagen nach Verlängerung oder Penaltyschießen, N = Niederlagen

Erläuterungen: Viertelfinalqualifikant

### Abstiegsrunde

#### Gruppe G
| 15. Mai 2010 16:15 Uhr (Ortszeit) | USA T. J. Oshie (0:55) K. Okposo (1:13) M. Gilroy (6:53) M. Gilroy (10:20) N. Foligno (28:03) R. Potulny (36:34) M. Gilroy (36:46) B. Dubinsky (38:44) T. Kennedy (39:29) C. Kreider (58:57) | 10:0 (4:0, 5:0, 1:0) Spielbericht | Kasachstan | Lanxess Arena, Köln Zuschauer: 4.529 |

| 15. Mai 2010 16:15 Uhr | Italien M. Strazzabosco (51:04) | 1:2 (0:1, 0:0, 1:1) Spielbericht | Frankreich B. Amar (4:34) L. Gras (43:14) | SAP-Arena, Mannheim Zuschauer: 3.173 |

| 16. Mai 2010 12:15 Uhr | Frankreich | 0:4 (0:0, 0:2, 0:2) Spielbericht | USA N. Foligno (24:49) B. Dubinsky (33:11) T. J. Oshie (41:36) N. Foligno (53:41) | Lanxess Arena, Köln Zuschauer: 4.325 |

| 16. Mai 2010 12:15 Uhr | Italien C. Borgatello (46:43) M. Souza (49:30) | 2:1 (0:0, 0:0, 2:1) Spielbericht | Kasachstan R. Startschenko (44:37) | SAP-Arena, Mannheim Zuschauer: 1.934 |

| 18. Mai 2010 12:15 Uhr | USA B. Dubinsky (11:45) R. Potulny (51:08) T. J. Oshie (PS) | 3:2 n. P. (1:0, 0:1, 1:1, 0:0, 1:0) Spielbericht | Italien G. Scandella (35:47) S. Margoni (46:48) | Lanxess Arena, Köln Zuschauer: 5.864 |

| 18. Mai 2010 12:15 Uhr | Kasachstan D. Dudarew (10:39) R. Startschenko (15:55) W. Krasnoslobodzew (53:18) | 3:5 (2:3, 0:1, 1:1) Spielbericht | Frankreich S. Treille (8:39) L. Meunier (12:19) L. Gras (13:43) B. Amar (29:46) P.-É. Bellemare (48:42) | SAP-Arena, Mannheim Zuschauer: 7.845 |

| Pl. |            | Sp | S | OTS | OTN | N | Tore  | Punkte |
| 1.  | USA        | 3  | 2 | 1   | 0   | 0 | 17:02 | 8      |
| 2.  | Frankreich | 3  | 2 | 0   | 0   | 1 | 07:08 | 6      |
| 3.  | Italien    | 3  | 1 | 0   | 1   | 1 | 05:06 | 4      |
| 4.  | Kasachstan | 3  | 0 | 0   | 0   | 3 | 04:17 | 0      |

Abkürzungen: Pl. = Platz, Sp = Spiele, S = Siege, OTS = Siege nach Verlängerung (Overtime) oder Penaltyschießen, OTN = Niederlagen nach Verlängerung oder Penaltyschießen, N = Niederlagen

Erläuterungen: Absteiger in die Division I

### Finalrunde
|  | Viertelfinale | Viertelfinale | Viertelfinale |  |  | Halbfinale | Halbfinale  | Halbfinale |  |  | Finale           | Finale           | Finale           |
|  |               |               |               |  |  |            |             |            |  |  |                  |                  |                  |
|  | E1            | Russland      | 5             |  |  |            |             |            |  |  |                  |                  |                  |
|  | F4            | Kanada        | 2             |  |  |            |             |            |  |  |                  |                  |                  |
|  |               |               |               |  |  | E1         | Russland    | 2          |  |  |                  |                  |                  |
|  |               |               |               |  |  | E3         | Deutschland | 1          |  |  |                  |                  |                  |
|  | F2            | Schweiz       | 0             |  |  |            |             |            |  |  |                  |                  |                  |
|  | E3            | Deutschland   | 1             |  |  |            |             |            |  |  |                  |                  |                  |
|  |               |               |               |  |  |            |             |            |  |  | E1               | Russland         | 1                |
|  |               |               |               |  |  |            |             |            |  |  | F3               | Tschechien       | 2                |
|  | F1            | Schweden      | 4             |  |  |            |             |            |  |  |                  |                  |                  |
|  | E4            | Dänemark      | 2             |  |  |            |             |            |  |  |                  |                  |                  |
|  |               |               |               |  |  | F1         | Schweden    | 2          |  |  |                  |                  |                  |
|  |               |               |               |  |  | F3         | Tschechien  | 3          |  |  | Spiel um Platz 3 | Spiel um Platz 3 | Spiel um Platz 3 |
|  | E2            | Finnland      | 1             |  |  |            |             |            |  |  | F1               | Schweden         | 3                |
|  | F3            | Tschechien    | 2             |  |  |            |             |            |  |  | E3               | Deutschland      | 1                |

#### Viertelfinale
| 20. Mai 2010 16:15 Uhr (Ortszeit) | Finnland P. Kontiola (0:55) | 1:2 n. P. (1:0, 0:0, 0:1, 0:0, 0:1) Spielbericht | Tschechien J. Klepiš (41:12) J. Marek (PS) | Lanxess Arena, Köln Zuschauer: 9.258 |

| 20. Mai 2010 16:15 Uhr | Schweden M. Nilson (14:58) J. Andersson (27:21) R. Wallin (32:29) L. Omark (53:17) | 4:2 (1:0, 2:1, 1:1) Spielbericht | Dänemark J. Damgaard (33:18) M. Madsen (57:35) | SAP-Arena, Mannheim Zuschauer: 3.487 |

| 20. Mai 2010 20:15 Uhr | Russland M. Afinogenow (19:02) P. Dazjuk (21:45) J. Malkin (37:31) S. Fjodorow (47:31) J. Malkin (56:56) | 5:2 (1:0, 2:0, 2:2) Spielbericht | Kanada J. Tavares (53:52) M. Duchene (59:46) | Lanxess Arena, Köln Zuschauer: 12.274 |

| 20. Mai 2010 20:15 Uhr | Schweiz | 0:1 (0:0, 0:1, 0:0) Spielbericht | Deutschland P. Gogulla (30:46) | SAP-Arena, Mannheim Zuschauer: 12.500 |

#### Halbfinale
| 22. Mai 2010 14:00 Uhr | Schweden J. Harju (9:28) A. Engqvist (31:25) | 2:3 n. P. (1:1, 1:0, 0:1, 0:0, 0:1) Spielbericht | Tschechien T. Mojžíš (17:28) K. Rachůnek (59:52) J. Marek (PS) | Lanxess Arena, Köln Zuschauer: 13.437 |

| 22. Mai 2010 18:00 Uhr | Russland J. Malkin (31:07) P. Dazjuk (58:10) | 2:1 (0:1, 1:0, 1:0) Spielbericht | Deutschland M. Goc (15:30) | Lanxess Arena, Köln Zuschauer: 18.734 |

#### Spiel um Platz 3
| 23. Mai 2010 16:15 Uhr | Schweden M. Pääjärvi-Svensson (2:56) J. Andersson (43:57) J. Andersson (59:27) | 3:1 (1:0, 0:1, 2:0) Spielbericht | Deutschland A. Barta (36:03) | Lanxess Arena, Köln Zuschauer: 15.873 |

#### Finale
| 23. Mai 2010 20:30 Uhr | Russland P. Dazjuk (59:24) | 1:2 (0:1, 0:1, 1:0) Spielbericht | Tschechien J. Klepiš (0:20) T. Rolinek (38:13) | Lanxess Arena, Köln Zuschauer: 19.132 |

### Statistik

#### Beste Scorer
Abkürzungen: Sp = Spiele, T = Tore, V = Vorlagen, Pkt = Punkte, +/- = Plus/Minus, SM = Strafminuten; Fett: Turnierbestwert
| Spieler                  | Team       | Sp | T | V  | Pkt | +/− | SM |
| ------------------------ | ---------- | -- | - | -- | --- | --- | -- |
| Ilja Kowaltschuk         | Russland   | 9  | 2 | 10 | 12  | +8  | 2  |
| Brandon Dubinsky         | USA        | 6  | 3 | 7  | 10  | +3  | 2  |
| Magnus Pääjärvi-Svensson | Schweden   | 9  | 5 | 4  | 9   | +8  | 2  |
| Ray Whitney              | Kanada     | 7  | 2 | 6  | 8   | ±0  | 0  |
| John Tavares             | Kanada     | 7  | 7 | 0  | 7   | +2  | 6  |
| Pawel Dazjuk             | Russland   | 6  | 6 | 1  | 7   | +6  | 0  |
| Jewgeni Malkin           | Russland   | 5  | 5 | 2  | 7   | +6  | 10 |
| Matt Duchene             | Kanada     | 7  | 4 | 3  | 7   | +5  | 0  |
| Maxim Afinogenow         | Russland   | 9  | 3 | 4  | 7   | +7  | 18 |
| Jaromír Jágr             | Tschechien | 9  | 3 | 4  | 7   | +1  | 12 |
| Jakub Klepiš             | Tschechien | 9  | 3 | 4  | 7   | −1  | 8  |

#### Beste Torhüter
Abkürzungen: Sp = Spiele, Min = Eiszeit (in Minuten), GT = Gegentore, SO = Shutouts, GAA = Gegentorschnitt, Sv% = Fangquote; Fett: Turnierbestwert
| Spieler           | Team        | Sp | Min    | GT | SO | GAA  | Sv%   |
| ----------------- | ----------- | -- | ------ | -- | -- | ---- | ----- |
| Dennis Endras     | Deutschland | 6  | 364:06 | 7  | 1  | 1,15 | 96,13 |
| Semjon Warlamow   | Russland    | 5  | 297:53 | 7  | 1  | 1,41 | 95,07 |
| Daniel Bellissimo | Italien     | 5  | 263:51 | 9  | 0  | 2,05 | 94,77 |
| Tomáš Vokoun      | Tschechien  | 8  | 496:27 | 13 | 0  | 1,57 | 94,44 |
| Andrej Mesin      | Belarus     | 3  | 183:57 | 6  | 0  | 1,96 | 94,23 |

### Abschlussplatzierungen
Die Platzierungen ergeben sich nach folgenden Kriterien:
- Plätze 1 bis 4: Ergebnisse im Finale sowie im Spiel um Platz 3
- Plätze 5 bis 8 (Verlierer der Viertelfinalpartien): nach Platzierung, dann nach Punkten, dann Tordifferenz in der Zwischenrunde
- Plätze 9 bis 12 (5. und 6. in der Zwischenrunde): nach Platzierung, dann nach Punkten, dann Tordifferenz in der Zwischenrunde
- Plätze 13 bis 16 (Abstiegsrunde): nach Platzierung

| RF | Team        |
| -- | ----------- |
| 1  | Tschechien  |
| 2  | Russland    |
| 3  | Schweden    |
| 4  | Deutschland |
| 5  | Schweiz     |
| 6  | Finnland    |
| 7  | Kanada      |
| 8  | Dänemark    |
| 9  | Norwegen    |
| 10 | Belarus     |
| 11 | Lettland    |
| 12 | Slowakei    |
| 13 | USA         |
| 14 | Frankreich  |
| 15 | Italien     |
| 16 | Kasachstan  |

### Titel, Auf- und Abstieg
| Weltmeister Tschechien | Michal Barinka, Miroslav Blaťák, Petr Čáslava, Roman Červenka, Petr Gřegořek, Petr Hubáček, Jaromír Jágr, Lukáš Kašpar, Jakub Klepiš, Petr Koukal, Marek Kvapil, Jan Marek, Tomáš Mojžíš, Ondřej Němec, Filip Novák, Jiří Novotný, Ondřej Pavelec, Karel Rachůnek, Tomáš Rolinek, Michal Rozsíval, Martin Růžička, Jakub Štěpánek, Petr Vampola, Tomáš Vokoun, Jakub Voráček Trainer: Vladimír Růžička                                                                                        |
| Silber Russland        | Maxim Afinogenow, Artjom Anissimow, Witali Atjuschow, Pawel Dazjuk, Sergei Fjodorow, Alexander Frolow, Sergei Gontschar, Denis Grebeschkow, Alexei Jemelin, Alexander Jerjomenko, Dmitri Kalinin, Konstantin Kornejew, Wassili Koschetschkin, Wiktor Koslow, Ilja Kowaltschuk, Dmitri Kulikow, Nikolai Kuljomin, Jewgeni Malkin, Sergei Mosjakin, Ilja Nikulin, Alexander Owetschkin, Alexander Sjomin, Maxim Suschinski, Alexei Tereschtschenko, Semjon Warlamow Trainer: Wjatscheslaw Bykow |
| Bronze Schweden        | Jonas Andersson, Mikael Backlund, Christian Bäckman, Oliver Ekman Larsson, Andreas Engqvist, Jimmie Ericsson, Jonathan Ericsson, Carl Gunnarsson, Jonas Gustavsson, Johan Harju, Victor Hedman, Magnus Johansson, Erik Karlsson, Anders Lindbäck, Sanny Lindström, Jacob Markström, Tony Mårtensson, Marcus Nilson, Michael Nylander, Linus Omark, Magnus Pääjärvi-Svensson, Niklas Persson, Fredrik Pettersson, Rickard Wallin, Mattias Weinhandl Trainer: Bengt-Åke Gustafsson              |

| Absteiger in die Division I:    | Italien, Kasachstan   |
| Aufsteiger in die Top-Division: | Österreich, Slowenien |

### Auszeichnungen
Spielertrophäen

| Auszeichnung         | Spieler          | Team        |
| -------------------- | ---------------- | ----------- |
| Wertvollster Spieler | Dennis Endras    | Deutschland |
| Bester Torhüter      | Dennis Endras    | Deutschland |
| Bester Verteidiger   | Petteri Nummelin | Finnland    |
| Bester Stürmer       | Pawel Dazjuk     | Russland    |

All-Star-Team

| Angriff:      | Magnus Pääjärvi-Svensson – Pawel Dazjuk – Jewgeni Malkin |
| Verteidigung: | Petteri Nummelin – Christian Ehrhoff                     |
| Tor:          | Dennis Endras                                            |

## Division I

### Gruppe A in Tilburg, Niederlande
Das niederländische Tilburg war vom 19. bis zum 25. April 2010 Gastgeber der Gruppe A der Division I. Austragungsort aller Spiele war das IJssportcentrum Stappegoor mit 2.500 Plätzen. Der Mannschaft Österreichs gelang dabei durch einen 2:1-Erfolg gegen den direkten Konkurrenten aus der Ukraine der sofortige Wiederaufstieg in die Top-Division, während Neuling Serbien lediglich bei der 2:3-Niederlage nach Verlängerung gegen Gastgeber Niederlande einen Punkt verbuchen konnte und sieglos wieder absteigen musste. Insgesamt besuchten knapp 20.000 Zuschauer die 15 Spiele.
| 19. April 2010 13:30 Uhr (Ortszeit) | Litauen T. Kumeliauskas (25:34) T. Kumeliauskas (25:34) M. Šlikas (32:04) T. Kumeliauskas (35:10) D. Kulevičius (53:20) | 5:12 (0:2, 4:4, 1:6) Spielbericht | Ukraine O. Materuchin (3:35) A. Michnow (14:17) S. Warlamow (21:07) O. Tymtschenko (22:00) R. Salnykow (23:59) K. Kasjantschuk (36:35) A. Bondarew (43:10) O. Schafarenko (44:27) W. Schachrajtschuk (54:44) K. Kasjantschuk (57:10) D. Zyrul (58:48) O. Materuchin (59:46) | IJssportcentrum Stappegoor, Tilburg Zuschauer: 500 |

| 19. April 2010 17:00 Uhr | Serbien | 0:13 (0:7, 0:3, 0:3) Spielbericht | Österreich G. Hager (3:57) G. Unterluggauer (6:28) O. Setzinger (9:14) M. Trattnig (13:16) T. Koch (17:00) T. Pöck (17:18) P. Harand (19:33) D. Schuller (15:18) D. Werenka (35:03) D. Welser (39:13) D. Welser (44:02) D. Welser (53:42) D. Welser (59:46) | IJssportcentrum Stappegoor, Tilburg Zuschauer: 800 |

| 19. April 2010 20:30 Uhr | Niederlande M. Dalhuisen (59:59) | 1:3 (0:1, 0:2, 1:0) Spielbericht | Japan G. Tanaka (3:53) T. Suzuki (25:14) M. Domeki (39:29) | IJssportcentrum Stappegoor, Tilburg Zuschauer: 2.500 |

| 20. April 2010 13:30 Uhr | Österreich M. Trattnig (18:10) M. Latusa (28:16) T. Koch (34:45) T. Pöck (35:49) M. Peintner (43:01) P. Harand (47:04) | 6:2 (1:1, 3:0, 2:1) Spielbericht | Litauen A. Katulis (14:29) D. Vaiciukevičius (49:40) | IJssportcentrum Stappegoor, Tilburg Zuschauer: 500 |

| 20. April 2010 17:00 Uhr | Japan H. Ueno (0:53) Y. Iimura (29:37) M. Nishiwaki (35:40) Te. Saitō (39:08) S. Satō (46:02) | 5:0 (1:0, 3:0, 1:0) Spielbericht | Serbien | IJssportcentrum Stappegor, Tilburg Zuschauer: 350 |

| 20. April 2010 20:30 Uhr | Ukraine O. Matwijtschuk (3:00) K. Kasjantschuk (14:40) A. Bondarew (16:54) K. Kasjantschuk (22:08) A. Michnow (24:29) W. Schachrajtschuk (28:37) D. Issajenko (35:57) A. Bondarew (49:56) D. Nimenko (54:19) | 9:2 (3:0, 4:1, 2:1) Spielbericht | Niederlande P. van Biezen (35:11) N. de Jong (52:46) | IJssportcentrum Stappegoor, Tilburg Zuschauer: 2.250 |

| 22. April 2010 13:30 Uhr | Ukraine A. Srjubko (3:03) O. Materuchin (21:44) D. Tolkunow (23:58) O. Materuchin (23:58) W. Schachrajtschuk (26:31) W. Schachrajtschuk (29:45) O. Tymtschenko (33:34) O. Matwijtschuk (42:18) O. Materuchin (44:04) K. Kasjantschuk (46:01) K. Kasjantschuk (46:45) J. Nawarenko (49:33) S. Warlamow (55:52) A. Michnow (56:53) O. Matwijtschuk (58:17) | 15:2 (1:1, 6:0, 8:1) Spielbericht | Serbien M. Sretović (7:07) N. Janković (52:54) | IJssportcentrum Stappegoor, Tilburg Zuschauer: 350 |

| 22. April 2010 17:00 Uhr | Japan Te. Saitō (30:35) | 1:3 (0:2, 1:0, 0:1) Spielbericht | Österreich T. Koch (5:00) T. Koch (8:28) R. Kaspitz (55:47) | IJssportcentrum Stappegoor, Tilburg Zuschauer: 680 |

| 22. April 2010 20:30 Uhr | Litauen D. Pliskauskas (13:40) | 1:4 (1:1, 0:2, 0:1) Spielbericht | Niederlande P. van Biezen (18:41) L. van Sloun (27:34) B. Teunissen (31:18) D. Hagemeijer (58:20) | IJssportcentrum Stappegoor, Tilburg Zuschauer: 2.500 |

| 24. April 2010 13:30 Uhr | Ukraine D. Tolkunow (32:24) O. Materuchin (58:35) | 2:1 (0:0, 1:0, 1:1) Spielbericht | Japan T. Suzuki (57:31) | IJssportcentrum Stappegoor, Tilburg Zuschauer: 650 |

| 24. April 2010 17:00 Uhr | Serbien D. Jacob (39:25) A. Košić (43:19) N. Vučurević (44:13) M. Sretović (45:15) | 4:10 (0:3, 1:3, 3:4) Spielbericht | Litauen R. Aliukonis (5:36) A. Katulis (17:05) T. Kumeliauskas (19:29) D. Pliskauskas (27:09) T. Kumeliauskas (28:26) P. Verenis (38:23) A. Katulis (47:04) E. Bauba (56:16) N. Ališauskas (59:08) D. Vaiciukevičius (59:57) | IJssportcentrum Stappegoor, Tilburg Zuschauer: 900 |

| 24. April 2010 20:30 Uhr | Österreich D. Werenka (0:33) M. Latusa (14:36) T. Koch (26:35) J. Reichel (27:23) | 4:1 (2:1, 2:0, 0:0) Spielbericht | Niederlande M. Bruinsma (6:40) | IJssportcentrum Stappegoor, Tilburg Zuschauer: 2.500 |

| 25. April 2010 13:30 Uhr | Japan G. Tanaka (14:45) J. Tonosaki (15:22) M. Kawashima (24:04) T. Suzuki (36:21) B. Ishioka (42:18) T. Kawai (45:11) H. Ueno (59:20) | 7:1 (2:0, 2:1, 3:0) Spielbericht | Litauen M. Kieras (22:08) | IJssportcentrum Stappegoor, Tilburg Zuschauer: 1.000 |

| 25. April 2010 17:00 Uhr | Niederlande M. Kars (4:38) C. van Schagen (7:15) M. Kars (62:57) | 3:2 n. V. (2:1, 0:1, 0:0, 1:0) Spielbericht | Serbien F. Mirković (15:45) F. Mirković (35:14) | IJssportcentrum Stappegoor, Tilburg Zuschauer: 2.120 |

| 25. April 2010 20:30 Uhr | Österreich T. Raffl (1:56) M. Trattnig (51:55) | 2:1 (1:0, 0:0, 1:1) Spielbericht | Ukraine A. Srjubko (50:06) | IJssportcentrum Stappegoor, Tilburg Zuschauer: 1.750 |

| Pl. |             | Sp | S | OTS | OTN | N | Tore  | Punkte |
| 1.  | Österreich  | 5  | 5 | 0   | 0   | 0 | 28:05 | 15     |
| 2.  | Ukraine     | 5  | 4 | 0   | 0   | 1 | 39:12 | 12     |
| 3.  | Japan       | 5  | 3 | 0   | 0   | 2 | 17:07 | 9      |
| 4.  | Niederlande | 5  | 1 | 1   | 0   | 3 | 11:19 | 5      |
| 5.  | Litauen     | 5  | 1 | 0   | 0   | 4 | 19:33 | 3      |
| 6.  | Serbien     | 5  | 0 | 0   | 1   | 4 | 08:46 | 1      |

Abkürzungen: Pl. = Platz, Sp = Spiele, S = Siege, OTS = Siege nach Verlängerung (Overtime) oder Penaltyschießen, OTN = Niederlagen nach Verlängerung oder Penaltyschießen, N = Niederlagen

Erläuterungen: Aufsteiger in die Top-Division, Absteiger in die Division II

#### Division-I-Siegermannschaft
| Division-I-Aufsteiger Österreich | Reinhard Divis, Mickey Elick, Gregor Hager, Christoph Harand, Patrick Harand, Roland Kaspitz, Johannes Kirisits, Thomas Koch, Manuel Latusa, Robert Lukas, Markus Peintner, Marco Pewal, Thomas Pöck, Thomas Raffl, Johannes Reichel, David Schuller, Oliver Setzinger, Bernhard Starkbaum, Matthias Trattnig, Gerhard Unterluggauer, Daniel Welser, Darcy Werenka Trainer: Bill Gilligan |

### Gruppe B in Ljubljana, Slowenien
Die Gruppe B der Division I fand vom 17. bis zum 23. April 2010 in der slowenischen Hauptstadt Ljubljana statt. Die Spiele wurden in der 4.500 Zuschauer fassenden Hala Tivoli ausgetragen. Gastgeber Slowenien gelang durch einen 4:1-Erfolg im entscheidenden letzten Spiel gegen Vorjahresabsteiger Ungarn nach zwei Jahren der Wiederaufstieg in die Top-Division. Ebenso im letzten Spiel sicherte sich Aufsteiger Südkorea durch einen 5:2-Sieg gegen Kroatien den Klassenerhalt. Das Team vom Balkan musste hingegen nach drei Jahren wieder in die Division II absteigen. Insgesamt besuchten über 22.000 Zuschauer die 15 Tore.
| 17. April 2010 13:00 Uhr (Ortszeit) | Südkorea Kim K.-s. (20:36) Kim K.-s. (49:32) | 2:4 (0:0, 1:3, 1:1) Spielbericht | Ungarn R. Holéczy (23:09) J. Vas (28:51) I. Peterdi (32:28) C. Kovács (41:36) | Hala Tivoli, Ljubljana Zuschauer: 510 |

| 17. April 2010 16:30 Uhr | Kroatien D. Kanaet (12:45) | 1:4 (1:1, 0:2, 0:1) Spielbericht | Großbritannien J. Phillips (04:48) B. O’Connor (30:56) G. Chambers (37:07) R. Dowd (56:29) | Hala Tivoli, Ljubljana Zuschauer: 530 |

| 17. April 2010 20:00 Uhr | Polen M. Csorich (13:44) J. Kłys (24:03) | 2:3 (1:3, 1:0, 0:0) Spielbericht | Slowenien S. Kovačevič (2:56) T. Razingar (14:17) J. Urbas (19:49) | Hala Tivoli, Ljubljana Zuschauer: 3.000 |

| 18. April 2010 13:00 Uhr | Großbritannien P. Hill (26:46) J. Hewitt (49:41) | 2:1 (0:0, 1:1, 1:0) Spielbericht | Südkorea Song D.-h. (37:21) | Hala Tivoli, Ljubljana Zuschauer: 520 |

| 18. April 2010 16:30 Uhr | Ungarn I. Sofron (8:38) M. Vas (10:17) M. Vas (40:14) T. Sille (45:14) A. Horváth (45:43) B. Ladányi (57:22) | 6:0 (2:0, 0:0, 4:0) Spielbericht | Polen | Hala Tivoli, Ljubljana Zuschauer: 640 |

| 18. April 2010 20:00 Uhr | Slowenien S. Kovačevič (1:04) J. Muršak (5:28) T. Razingar (9:07) Z. Pance (9:21) Ž. Jeglič (11:20) Ž. Pavlin (14:17) M. Rodman (35:59) J. Muršak (50:30) R. Tičar (50:47) R. Tičar (50:57) | 10:1 (6:0, 1:1, 3:0) Spielbericht | Kroatien M. Novak (23:58) | Hala Tivoli, Ljubljana Zuschauer: 3.500 |

| 20. April 2010 13:00 Uhr | Südkorea Song D.-h. (7:33) Cho M.-h. (33:30) | 2:5 (1:3, 1:1, 0:1) Spielbericht | Polen L. Laszkiewicz (3:50) M. Kotlorz (7:01) K. Dziubiński (19:53) J. Rzeszutko (36:38) P. Wajda (55:05) | Hala Tivoli, Ljubljana Zuschauer: 362 |

| 20. April 2010 16:30 Uhr | Ungarn M. Vas (3:27) D. Fekete (3:53) I. Peterdi (15:56) I. Peterdi (24:39) B. Ladányi (26:38) B. Svasznek (29:41) I. Peterdi (32:10) B. Magosi (32:57) | 8:0 (3:0, 5:0, 0:0) Spielbericht | Kroatien | Hala Tivoli, Ljubljana Zuschauer: 623 |

| 20. April 2010 20:00 Uhr | Slowenien J. Urbas (18:33) R. Tičar (29:14) R. Tičar (51:02) Ž. Jeglič (61:40) | 4:3 n. V. (1:0, 1:0, 1:3, 1:0) Spielbericht | Großbritannien A. Tait (45:20) M. Garside (45:42) J. Phillips (59:08) | Hala Tivoli, Ljubljana Zuschauer: 3.600 |

| 21. April 2010 13:00 Uhr | Polen J. Rzeszutko (3:00) M. Danieluk (3:57) M. Łopuski (13:03) G. Pasiut (31:49) T. Malasiński (39:14) R. Dutka (59:16) | 6:0 (3:0, 2:0, 1:0) Spielbericht | Kroatien | Hala Tivoli, Ljubljana Zuschauer: 356 |

| 21. April 2010 16:30 Uhr | Großbritannien | 0:2 (0:0, 0:1, 0:1) Spielbericht | Ungarn D. Fekete (30:24) K. Palkovics (45:43) | Hala Tivoli, Ljubljana Zuschauer: 1.500 |

| 21. April 2010 20:00 Uhr | Slowenien J. Muršak (4:58) A. Kranjc (6:56) R. Tičar (12:16) K. Pretnar (25:04) M. Šivic (32:36) D. Rodman (40:33) J. Muršak (46:47) T. Razingar (54:12) | 8:3 (3:0, 2:2, 3:1) Spielbericht | Südkorea Kim W.-j. (20:22) Park W.-s. (34:57) Ahn H.-m. (55:09) | Hala Tivoli, Ljubljana Zuschauer: 2.800 |

| 23. April 2010 13:00 Uhr | Kroatien M. Lovrenčić (9:15) D. Kanaet (58:57) | 2:5 (1:3, 0:1, 1:1) Spielbericht | Südkorea Song D.-h. (0:41) Song D.-h. (8:01) Park W.-s. (11:05) Kim K.-s. (22:49) Kim W.-j. (57:26) | Hala Tivoli, Ljubljana Zuschauer: 350 |

| 23. April 2010 16:30 Uhr | Großbritannien P. Hill (17:13) | 1:2 (1:0, 0:1, 0:1) Spielbericht | Polen J. Rzeszutko (37:57) M. Łopuski (53:43) | Hala Tivoli, Ljubljana Zuschauer: 350 |

| 23. April 2010 20:00 Uhr | Ungarn M. Vas (8:37) | 1:4 (1:1, 0:1, 0:2) Spielbericht | Slowenien R. Tičar (0:50) A. Kranjc (37:42) R. Tičar (41:06) J. Muršak (53:30) | Hala Tivoli, Ljubljana Zuschauer: 4.000 |

| Pl. |                | Sp | S | OTS | OTN | N | Tore  | Punkte |
| 1.  | Slowenien      | 5  | 4 | 1   | 0   | 0 | 29:10 | 14     |
| 2.  | Ungarn         | 5  | 4 | 0   | 0   | 1 | 21:06 | 12     |
| 3.  | Polen          | 5  | 3 | 0   | 0   | 2 | 15:12 | 9      |
| 4.  | Großbritannien | 5  | 2 | 0   | 1   | 2 | 10:10 | 7      |
| 5.  | Südkorea       | 5  | 1 | 0   | 0   | 4 | 13:21 | 3      |
| 6.  | Kroatien       | 5  | 0 | 0   | 0   | 5 | 04:33 | 0      |

Abkürzungen: Pl. = Platz, Sp = Spiele, S = Siege, OTS = Siege nach Verlängerung (Overtime) oder Penaltyschießen, OTN = Niederlagen nach Verlängerung oder Penaltyschießen, N = Niederlagen

Erläuterungen: Aufsteiger in die Top-Division, Absteiger in die Division II

#### Division-I-Siegermannschaft
| Division-I-Aufsteiger Slowenien | Boštjan Goličič, Andrej Hebar, Andrej Hočevar, Žiga Jeglič, Sabahudin Kovačevič, Aleš Kranjc, Robert Kristan, Greg Kuznik, Jakob Milovanovič, Jan Muršak, Aleš Mušič, Žiga Pance, Žiga Pavlin, Klemen Pretnar, Tomaž Razingar, David Rodman, Marcel Rodman, Aleš Sila, Mitja Šivic, Andrej Tavželj, Rok Tičar, Jan Urbas, Luka Vidmar Trainer: John Harrington |

### Auf- und Abstieg
| Absteiger aus der Top-Division: | Italien, Kasachstan   |
| Aufsteiger in die Top-Division: | Österreich, Slowenien |
| Absteiger in die Division II:   | Kroatien, Serbien     |
| Aufsteiger aus der Division II: | Estland, Spanien      |

## Division II

### Gruppe A in Naucalpan de Juárez, Mexiko
Das Turnier der Gruppe A der Division II wurde vom 11. bis zum 17. April 2010 im mexikanischen Naucalpan de Juárez – unweit der Hauptstadt Mexiko-Stadt – ausgespielt. Der Austragungsort war die Arena La Pista Lomas Verdes mit 3.500 Plätzen. Wie sich im Nachhinein herausstellte, entschied sich der Aufstieg bereits am ersten Spieltag, als Spanien sich mit einem 6:0-Sieg gegen Vorjahresabsteiger Australien durchsetzte und nach vier weiteren Erfolgen erstmals überhaupt in die Division I aufstieg. Die Türkei hingegen musste nach fünf Niederlagen in fünf Spielen den sofortigen Wiederabstieg in die Division III hinnehmen. Insgesamt besuchten knapp 15.000 Zuschauer die 15 Partien des Turniers.
| 11. April 2010 13:00 Uhr (Ortszeit) | Spanien J. J. Martin (1:13) P. Muñoz (6:15) J. Muñoz (28:01) A. Betrán (41:04) J. Muñoz (46:53) J. Muñoz (52:14) | 6:0 (2:0, 1:0, 3:0) Spielbericht | Australien | La Pista Lomas Verdes, Naucalpan de Juárez Zuschauer: 640 |

| 11. April 2010 16:30 Uhr | Türkei E. Özmen (25:50) G. Öztürk (37:40) G. Taşdemir (43:53) | 3:12 (0:4, 2:2, 1:6) Spielbericht | Bulgarien S. Muchatschew (6:23) A. Jotow (8:29) P. Chadschitonew (9:58) S. Muchatschow (19:37) P. Chadschitonew (26:27) R. Assenow (39:31) P. Chadschitonew (46:41) A. Jotow (49:43) J. Slawtschew (52:29) M. Bojadschiew (57:30) R. Morgunow (59:08) A. Jotow (59:45) | La Pista Lomas Verdes, Naucalpan de Juárez Zuschauer: 750 |

| 11. April 2010 20:00 Uhr | Belgien M. Morgan (0:36) V. Camelbeeck (1:24) J. Peusens (36:57) V. Gyesbreghs (38:08) S. Van Buren (48:28) | 5:2 (2:1, 2:0, 1:1) Spielbericht | Mexiko A. Cervantes (7:16) S. Ortega (44:16) | La Pista Lomas Verdes, Naucalpan de Juárez Zuschauer: 2.400 |

| 12. April 2010 13:00 Uhr | Australien W. Darge (5:34) T. Stephenson (5:56) L. Webster (12:57) W. Darge (24:09) L. Webster (26:45) W. Darge (27:41) J. Bourke (28:39) L. Webster (33:17) M. Beaton (35:23) R. Franchini (42:03) G. Oddy (54:30) | 11:4 (3:0, 6:3, 2:1) Spielbericht | Bulgarien A. Jotow (29:39) S. Muchatschew (33:44) M. Bojadschiew (36:49) S. Muchatschew (51:39) | La Pista Lomas Verdes, Naucalpan de Juárez Zuschauer: 100 |

| 12. April 2010 16:30 Uhr | Belgien S. Van Buren (26:07) | 1:6 (0:0, 1:2, 0:4) Spielbericht | Spanien A. Betrán (22:05) D. Parra (31:42) J. Muñoz (50:31) J. Muñoz (54:19) G. Echevarria (54:51) A. Pedraz (56:52) | La Pista Lomas Verdes, Naucalpan de Juárez Zuschauer: 200 |

| 12. April 2010 20:00 Uhr | Mexiko R. Chabat (15:20) A. Cervantes (18:25) S. Ortega (21:07) A. Cervantes (24:49) M. Sierra (29:49) B. Arroyo (47:25) A. Cervantes (57:10) B. Arroyo (57:27) S. Ortega (57:37) | 9:2 (2:1, 3:1, 4:0) Spielbericht | Türkei S. Aktürk (17:19) G. Taşdemir (35:24) | La Pista Lomas Verdes, Naucalpan de Juárez Zuschauer: 1.000 |

| 14. April 2010 13:00 Uhr | Belgien J. Raekelboom (1:58) B. Vercammen (11:52) V. Morgan (15:34) M. Morgan (20:26) M. Morgan (24:21) S. Van Buren (25:29) S. Van Buren (29:16) N. Vroemans (31:07) D. Steijnen (34:27) M. Morgan (45:07) B. Kolodziejczyk (46:05) S. Lipsonen (53:40) J. Raekelboom (53:40) | 13:1 (3:1, 6:0, 4:0) Spielbericht | Türkei S. Gümüş (13:30) | La Pista Lomas Verdes, Naucalpan de Juárez Zuschauer: 100 |

| 14. April 2010 16:30 Uhr | Spanien J. Muñoz (4:35) P. Muñoz (17:29) A. Pedraz (18:46) S. Barnola (28:25) P. Muñoz (47:38) D. Parra (51:35) G. Echevarria (56:30) D. Parra (58:44) B. Ribot (58:58) D. Parra (59:47) | 10:3 (3:2, 1:0, 6:1) Spielbericht | Bulgarien A. Jotow (16:21) R. Assenow (17:13) S. Muchatschew (49:15) | La Pista Lomas Verdes, Naucalpan de Juárez Zuschauer: 200 |

| 14. April 2010 20:00 Uhr | Australien G. Oddy (4:54) D. Peterson (11:51) D. Huxley (16:25) L. Webster (50:37) W. Darge (55:32) | 5:2 (3:1, 0:0, 2:1) Spielbericht | Mexiko E. Glennie (15:05) B. Arroyo (48:47) | La Pista Lomas Verdes, Naucalpan de Juárez Zuschauer: 2.000 |

| 16. April 2010 13:00 Uhr | Bulgarien A. Jotow (17:39) A. Jotow (27:53) R. Assenow (34:05) S. Muchatschew (38:31) | 4:5 (1:3, 3:1, 0:1) Spielbericht | Belgien S. Van Buren (6:48) V. Gyesbreghs (10:06) S. Van Buren (18:11) S. Van Buren (36:06) M. Morgan (53:05) | La Pista Lomas Verdes, Naucalpan de Juárez Zuschauer: 150 |

| 16. April 2010 16:30 Uhr | Türkei S. Gümüş (49:32) | 1:10 (0:3, 0:4, 1:3) Spielbericht | Australien L. Webster (0:55) T. Powell (7:28) L. Webster (11:54) L. Webster (21:42) A. Wilson (22:58) S. Stephenson (29:43) T. Powell (34:19) J. Bourke (45:21) C. Delsar (54:19) J. Bourke (59:40) | La Pista Lomas Verdes, Naucalpan de Juárez Zuschauer: 500 |

| 16. April 2010 20:00 Uhr | Mexiko F. Ugarte (39:40) S. Ortega (45:07) | 2:4 (0:1, 1:1, 1:2) Spielbericht | Spanien J. Brabo (6:58) J. Muñoz (27:13) D. Pérez (51:46) J. J. Martin (59:54) | La Pista Lomas Verdes, Naucalpan de Juárez Zuschauer: 3.000 |

| 16. April 2010 13:00 Uhr | Australien T. Stephenson (3:45) C. Sekura (5:53) R. Franchini (10:21) T. Stephenson (29:02) T. Stephenson (32:02) | 5:2 (3:1, 2:0, 0:1) Spielbericht | Belgien V. Morgan (13:13) M. Morgan (54:36) | La Pista Lomas Verdes, Naucalpan de Juárez Zuschauer: 200 |

| 16. April 2010 16:30 Uhr | Spanien A. Betrán (7:42) D. Pérez (8:19) J. Valle (8:49) J. Muñoz (10:19) O. Boronat (14:51) P. Muñoz (16:08) J. Muñoz (34:33) J. Muñoz (44:57) O. Boronat (54:43) | 9:1 (6:0, 1:0, 2:1) Spielbericht | Türkei A. Solak (44:24) | La Pista Lomas Verdes, Naucalpan de Juárez Zuschauer: 500 |

| 16. April 2010 20:00 Uhr | Bulgarien A. Jotow (6:29) R. Assenow (12:29) S. Muchatschew (15:03) M. Bojadschiew (19:46) J. Slawtschew (59:24) | 5:2 (4:1, 0:0, 1:1) Spielbericht | Mexiko B. Arroyo (5:08) B. Arroyo (48:20) | La Pista Lomas Verdes, Naucalpan de Juárez Zuschauer: 3.000 |

| Pl. |            | Sp | S | OTS | OTN | N | Tore  | Punkte |
| 1.  | Spanien    | 5  | 5 | 0   | 0   | 0 | 35:07 | 15     |
| 2.  | Australien | 5  | 4 | 0   | 0   | 1 | 31:15 | 12     |
| 3.  | Belgien    | 5  | 3 | 0   | 0   | 2 | 26:18 | 9      |
| 4.  | Bulgarien  | 5  | 2 | 0   | 0   | 3 | 28:31 | 6      |
| 5.  | Mexiko     | 5  | 1 | 0   | 0   | 4 | 17:21 | 3      |
| 6.  | Türkei     | 5  | 0 | 0   | 0   | 5 | 08:53 | 0      |

Abkürzungen: Pl. = Platz, Sp = Spiele, S = Siege, OTS = Siege nach Verlängerung (Overtime) oder Penaltyschießen, OTN = Niederlagen nach Verlängerung oder Penaltyschießen, N = Niederlagen

Erläuterungen: Aufsteiger in die Division I, Absteiger in die Division III

#### Division-II-Siegermannschaft
| Division-II-Aufsteiger Spanien | Ander Alcaine, José Luis Alonso, Salvador Barnola, Adrián Betrán, Guillermo Betrán, José Antonio Biec, Oriol Boronat, Juan Brabo, Gorka Echevarria, Alejandro Hernández, Juan José Martin, Juan Muñoz, Pablo Muñoz, Dany Parra, Alejandro Pedraz, Desiderio Pérez, Diego Pérez, Bastien Ribot-Tona, Alexei Roshchyn, Jorge Valle, Óscar Vázquez, Alejandro Vea Trainer: William Wilkinson |

### Gruppe B in Narva, Estland
Das Turnier der Gruppe B der Division II wurde vom 10. bis zum 16. April 2010 in der estnischen Stadt Narva ausgetragen. Der Spielort war die Narva jäähall mit 1.500 Plätzen. Gastgeber Estland konnte seinen Heimvorteil nutzen und stieg zwei Jahre nach dem Abstieg wieder in die Division I auf, während sich Vorjahresabsteiger Rumänien mit Platz zwei begnügen musste. Vorjahresaufsteiger Neuseeland gelang mit Platz vier der Klassenerhalt. Hingegen musste Israel, das seine fünf Spiele sämtlich verlor, nach zehn Jahren wieder den Gang in die unterste Spielklasse der Eishockey-Weltmeisterschaften antreten. Insgesamt besuchten knapp 4.000 Zuschauer die 15 Spiele des Turniers.
| 10. April 2010 12:00 Uhr (Ortszeit) | Neuseeland C. Huber (44:17) | 1:3 (0:0, 0:2, 1:1) Spielbericht | Island J. Magnússon (24:54) I. Jónsson (33:37) J. Magnússon (57:32) | Narva jäähall, Narva Zuschauer: 128 |

| 10. April 2010 15:30 Uhr | Volksrepublik China Fu N. (4:10) Jiang N. (11:49) Chen L. (22:06) | 3:4 (2:0, 1:1, 0:3) Spielbericht | Rumänien C. Nagy (33:38) E. Moldován (43:43) C. Virág (49:26) L. Hozó (50:00) | Narva jäähall, Narva Zuschauer: 253 |

| 10. April 2010 19:00 Uhr | Estland A. Makrov (3:31) D. Suur (4:27) V. Titarenko (6:44) V. Titarenko (11:31) K. Kolpakov (12:26) A. Sibirtsev (23:00) A. Nekrassov (24:33) J. Sorokin (35:45) D. Suur (36:31) V. Titarenko (42:28) A. Petrov (44:02) M. Ivanov (48:51) A. Makrov (52:30) M. Ivanov (52:48) A. Petrov (53:18) D. Suur (56:43) J. Sorokin (59:46) | 17:3 (5:0, 4:2, 8:1) Spielbericht | Israel S. Frenkel (20:50) E. Sherbatov (32:15) S. Norman (52:10) | Narva jäähall, Narva Zuschauer: 852 |

| 11. April 2010 12:00 Uhr | Rumänien C. Virág (5:15) C. Virág (8:56) Z. Antal (29:57) A. Góga (31:43) I. Nagy (42:36) L. Zsók (43:56) Z. Molnár (55:10) S. Papp (59:49) | 8:3 (2:0, 2:1, 4:2) Spielbericht | Island R. Hedström (39:03) E. Alengård (45:35) E. Þormóðsson (52:36) | Narva jäähall, Narva Zuschauer: 88 |

| 11. April 2010 15:30 Uhr | Israel E. Sherbatov (23:20) D. Spivak (24:43) E. Revniaga (26:07) S. Frenkel (47:47) | 4:5 (0:1, 3:3, 1:1) Spielbericht | Neuseeland C. Huber (19:39) I. Wannamaker (30:20) I. Wannamaker (33:36) C. Eaden (39:33) C. Eaden (52:50) | Narva jäähall, Narva Zuschauer: k. A. |

| 11. April 2010 19:00 Uhr | Estland A. Nekrassov (2:15) A. Makrov (2:35) A. Petrov (10:27) A. Makrov (12:16) A. Makrov (16:43) A. Makrov (20:51) R. Rooba (22:02) M. Ivanov (24:28) D. Suur (29:16) M. Semjonov (37:43) A. Makrov (39:43) D. Suur (46:43) A. Ossipov (50:35) A. Petrov (53:14) A. Ossipov (54:14) | 15:0 (5:0, 6:0, 4:0) Spielbericht | Volksrepublik China | Narva jäähall, Narva Zuschauer: 1.267 |

| 13. April 2010 12:00 Uhr | Rumänien C. Virág (4:06) S. Szőcs (2:35) Z. Molnár (8:53) T. Basilidesz (10:43) I. Timaru (12:29) Z. Antal (18:04) R. Gliga (19:27) I. Timaru (22:37) Z. Antal (23:09) T. Basilidesz (25:52) E. Moldován (26:26) C. Nagy (29:39) R. Gliga (36:01) E. Moldován (37:48) I. Antal (39:34) E. Mihály (41:15) C. Virág (43:57) R. Gliga (45:07) T. Basilidesz (46:03) R. Péter (48:48) | 20:0 (7:0, 8:0, 5:0) Spielbericht | Israel | Narva jäähall, Narva Zuschauer: 87 |

| 13. April 2010 15:30 Uhr | Volksrepublik China Yin K. (54:27) | 1:3 (0:0, 0:1, 1:2) Spielbericht | Island J. Gíslason (38:40) A. Mikaelsson (45:34) E. Alengård (48:22) | Narva jäähall, Narva Zuschauer: 134 |

| 13. April 2010 17:00 Uhr | Estland M. Semjonov (1:41) A. Makrov (3:40) A. Nekrassov (12:10) K. Kolpakov (29:13) A. Petrov (31:30) K. Kaljuste (32:08) A. Makrov (32:28) A. Nekrassov (34:02) R. Rooba (34:59) A. Nekrassov (39:17) S. Pankov (39:33) V. Süvaoja (43:48) V. Süjaoja (53:30) M. Semjonov (54:38) A. Nekrassov (55:08) A. Nekrassov (55:47) A. Makrov (59:13) | 17:0 (3:0, 8:0, 6:0) Spielbericht | Neuseeland | Narva jäähall, Narva Zuschauer: k. A. |

| 14. April 2010 12:00 Uhr | Israel E. Sherbatov (8:44) S. Frenkel (11:24) | 2:7 (2:2, 0:1, 0:4) Spielbericht | Volksrepublik China Guo D. (10:38) Cui Z. (13:28) Yin K. (37:43) Fu N. (41:48) Li J. (55:45) Wang D. (56:44) Yin K. (57:44) | Narva jäähall, Narva Zuschauer: 104 |

| 14. April 2010 15:30 Uhr | Neuseeland B. Speirs (23:44) | 1:14 (0:2, 1:8, 0:4) Spielbericht | Rumänien Z. Molnár (3:04) E. Mihály (4:17) R. Péter (21:07) C. Nagy (23:06) I. Timaru (23:25) I. Timaru (25:54) Z. Molnár (27:33) E. Mihály (28:58) C. Virág (32:27) E. Mihály (38:07) E. Mihály (43:25) R. Gliga (45:57) I. Timaru (48:44) R. Péter (51:45) | Narva jäähall, Narva Zuschauer: 147 |

| 14. April 2010 19:00 Uhr | Island R. Hedström (7:20) | 1:6 (1:3, 0:1, 0:2) Spielbericht | Estland R. Rooba (6:15) V. Titarenko (16:01) O. Sildre (19:54) A. Makrov (24:55) O. Sildre (51:02) J. Sorokin (54:04) | Narva jäähall, Narva Zuschauer: 683 |

| 16. April 2010 12:00 Uhr | Volksrepublik China Wang D. (33:00) | 1:2 (0:1, 1:0, 0:1) Spielbericht | Neuseeland C. Huber (4:54) B. Speirs (47:40) | Narva jäähall, Narva Zuschauer: 83 |

| 16. April 2010 15:30 Uhr | Island E. Alengård (0:17) E. Alengård (7:09) E. Alengård (19:36) E. Alengård (37:27) R. Hedström (43:38) R. Hedström (55:07) | 6:2 (3:0, 1:2, 2:0) Spielbericht | Israel S. Frenkel (4:54) S. Frenkel (31:32) | Narva jäähall, Narva Zuschauer: 97 |

| 16. April 2010 19:00 Uhr | Rumänien L. Hozó (36:33) | 1:7 (0:2, 1:4, 0:1) Spielbericht | Estland A. Makrov (9:59) A. Makrov (17:16) A. Petrov (22:55) M. Semjonov (23:05) A. Makrov (23:21) M. Ivanov (30:01) A. Nekrassov (53:57) | Narva jäähall, Narva Zuschauer: 1.243 |

| Pl. |                     | Sp | S | OTS | OTN | N | Tore  | Punkte |
| 1.  | Estland             | 5  | 5 | 0   | 0   | 0 | 62:05 | 15     |
| 2.  | Rumänien            | 5  | 4 | 0   | 0   | 1 | 47:14 | 12     |
| 3.  | Island              | 5  | 3 | 0   | 0   | 2 | 16:18 | 9      |
| 4.  | Neuseeland          | 5  | 2 | 0   | 0   | 3 | 09:39 | 6      |
| 5.  | Volksrepublik China | 5  | 1 | 0   | 0   | 4 | 12:26 | 3      |
| 6.  | Israel              | 5  | 0 | 0   | 0   | 5 | 11:55 | 0      |

Abkürzungen: Pl. = Platz, Sp = Spiele, S = Siege, OTS = Siege nach Verlängerung (Overtime) oder Penaltyschießen, OTN = Niederlagen nach Verlängerung oder Penaltyschießen, N = Niederlagen

Erläuterungen: Aufsteiger in die Division I, Absteiger in die Division III

#### Division-II-Siegermannschaft
| Division-II-Aufsteiger Estland | Maksim Ivanov, Kaupo Kaljuste, Kaspar Karik, Villem-Henrik Koitmaa, Kirill Kolpakov, Andrei Makrov, Anton Nekrassov, Aleksandr Ossipov, Stanislav Pankov, Aleksandr Petrov, Mark Rajevski, Robert Rooba, Maksim Semjonov, Aleksei Sibirtsev, Olle Sildre, Pelle Sildre, Jaanus Sorokin, Dimitri Suur, Veiko Süvaoja, Vassili Titarenko, Mihkel Võrang Trainer: Ismo Lehkonen |

### Auf- und Abstieg
| Absteiger aus der Division I:    | Kroatien, Serbien |
| Aufsteiger in die Division I:    | Estland, Spanien  |
| Absteiger in die Division III:   | Israel, Türkei    |
| Aufsteiger aus der Division III: | Irland, Nordkorea |

## Division III
Die Division III wurde im Jahr 2010 erstmals in zwei Gruppen mit jeweils vier Mannschaften ausgetragen. Die Turniere fanden in Luxemburg und in Armenien statt.

### Gruppe A in Kockelscheuer, Luxemburg
Das Turnier der Gruppe A der Division III fand vom 14. bis 17. April im 768 Zuschauer fassenden Patinoire de Kockelscheuer in der luxemburgischen Kockelscheuer, unweit der Hauptstadt Luxemburg, statt. Insgesamt besuchten 2.763 Zuschauer die sechs Turnierspiele.
Erstmals nahm die Nationalmannschaft der Vereinigten Arabischen Emirate an einer Weltmeisterschaft teil. Der irischen Mannschaft gelang zwei Jahre nach dem Abstieg durch einen 3:1-Erfolg gegen Griechenland die Rückkehr in die Division II.
Ursprünglich sollte das Turnier in der Olympiahalle Ano Liossia in der griechischen Hauptstadt Athen ausgetragen werden, aufgrund finanzieller Probleme des griechischen Verbandes wurde das Turnier Anfang Februar 2010 kurzfristig nach Luxemburg verlegt.
| 14. April 2010 16:30 Uhr (Ortszeit) | Griechenland | 7:1 (2:1, 1:0, 4:0) Spielbericht | Vereinigte Arabische Emirate | Patinoire de Kockelscheuer, Kockelscheuer Zuschauer: 131 |

| 14. April 2010 20:15 Uhr | Irland | 6:4 (0:0, 5:1, 1:3) Spielbericht | Luxemburg | Patinoire de Kockelscheuer, Kockelscheuer Zuschauer: 635 |

| 15. April 2010 16:30 Uhr | Griechenland | 1:3 (1:0, 0:3, 0:1) Spielbericht | Irland | Patinoire de Kockelscheuer, Kockelscheuer Zuschauer: 102 |

| 15. April 2010 20:00 Uhr | Luxemburg | 3:2 (1:0, 1:1, 1:1) Spielbericht | Vereinigte Arabische Emirate | Patinoire de Kockelscheuer, Kockelscheuer Zuschauer: 495 |

| 17. April 2010 16:30 Uhr | Vereinigte Arabische Emirate | 2:8 (0:2, 0:4, 2:2) Spielbericht | Irland | Patinoire de Kockelscheuer, Kockelscheuer Zuschauer: 250 |

| 17. April 2010 20:00 Uhr | Luxemburg | 1:2 (0:0, 0:1, 1:1) Spielbericht | Griechenland | Patinoire de Kockelscheuer, Kockelscheuer Zuschauer: 1.150 |

| Pl. |                              | Sp | S | OTS | OTN | N | Tore  | Punkte |
| 1.  | Irland                       | 3  | 3 | 0   | 0   | 0 | 17:07 | 9      |
| 2.  | Griechenland                 | 3  | 2 | 0   | 0   | 1 | 10:05 | 6      |
| 3.  | Luxemburg                    | 3  | 1 | 0   | 0   | 2 | 08:10 | 3      |
| 4.  | Vereinigte Arabische Emirate | 3  | 0 | 0   | 0   | 3 | 05:18 | 0      |

Abkürzungen: Pl. = Platz, Sp = Spiele, S = Siege, OTS = Siege nach Verlängerung (Overtime) oder Penaltyschießen, OTN = Niederlagen nach Verlängerung oder Penaltyschießen, N = Niederlagen

Erläuterungen: Aufsteiger in die Division II

#### Division-III-Siegermannschaft
| Division-III-Aufsteiger Irland | Stephen Adams, Stephen Balmer, Stephen Ewen, Craig Fay, Sean Dooley, Stephen Hamill, Dean Kelly, Kevin Kelly, Robert Leckey, Gareth Martin, Jason McCrainor, Niall McEvoy, David Morrison, Mark Morrison, Timothy O’Driscoll, Adam Pepper, Mark Reynolds, Gareth Roberts Trainer: James Tibbetts |

### Gruppe B in Jerewan, Armenien
Vom 14. bis zum 18. April 2010 wurde in der armenischen Hauptstadt Jerewan das Weltmeisterschaftsturnier der Gruppe B der Division III ausgetragen. Die Spiele fanden im Sport- und Konzertkomplex Karen Demirtschjan mit 8.000 Plätzen statt. Das Turnier wurde durch die nachträgliche Disqualifikation von Gastgeber Armenien überschattet, das Spieler ohne Spielberechtigung eingesetzt hatte. Nicht betroffen von diesem Eklat war lediglich der Aufstieg der Nordkoreaner, die sich im Finale gegen Armenien auch sportlich mit 5:2 durchgesetzt hatten und so nach dem Abstieg im Vorjahr die umgehende Rückkehr in die Division II feiern konnten.

#### Vorrunde
| 14. April 2010 16:00 Uhr (Ortszeit) | Mongolei | 1:22 (0:7, 0:9, 1:6) Spielbericht | Nordkorea | SKK Karen Demirtschjan, Jerewan Zuschauer: 150 |

| 14. April 2010 20:00 Uhr | Südafrika | 2:91 (1:4, 1:3, 0:2) | Armenien | SKK Karen Demirtschjan, Jerewan Zuschauer: k. A. |

| 15. April 2010 16:00 Uhr | Südafrika | 12:1 (5:1, 6:0, 1:0) Spielbericht | Mongolei | SKK Karen Demirtschjan, Jerewan Zuschauer: 210 |

| 15. April 2010 20:00 Uhr | Nordkorea | 6:71 (3:1, 2:5, 1:1) | Armenien | SKK Karen Demirtschjan, Jerewan Zuschauer: k. A. |

| 17. April 2010 16:00 Uhr | Nordkorea | 4:3 (1:0, 1:1, 2:2) Spielbericht | Südafrika | SKK Karen Demirtschjan, Jerewan Zuschauer: 350 |

| 17. April 2010 20:00 Uhr | Armenien | 15:01 (6:0, 5:0, 4:0) | Mongolei | SKK Karen Demirtschjan, Jerewan Zuschauer: k. A. |

| Pl. |           | Sp | S | OTS | OTN | N | Tore  | Punkte |
| 1.  | Armenien  | 3  | 3 | 0   | 0   | 0 | 31:08 | 9      |
| 2.  | Nordkorea | 3  | 2 | 0   | 0   | 1 | 32:11 | 6      |
| 3.  | Südafrika | 3  | 1 | 0   | 0   | 2 | 17:14 | 3      |
| 4.  | Mongolei  | 3  | 0 | 0   | 0   | 3 | 02:49 | 0      |

Abkürzungen: Pl. = Platz, Sp = Spiele, S = Siege, OTS = Siege nach Verlängerung (Overtime) oder Penaltyschießen, OTN = Niederlagen nach Verlängerung oder Penaltyschießen, N = Niederlagen

Erläuterungen: Qualifikant für das Finale, Qualifikant für das Spiel um Platz 3

#### Finalrunde
Spiel um Platz 3
| 17. April 2010 16:00 Uhr (Ortszeit) | Südafrika | 8:3 (3:1, 1:2, 4:0) Spielbericht | Mongolei | SKK Karen Demirtschjan, Jerewan Zuschauer: 220 |

Finale
| 18. April 2010 20:00 Uhr | Armenien | 2:5 1 (1:2, 1:2, 0:1) | Nordkorea | SKK Karen Demirtschjan, Jerewan Zuschauer: keine Angabe |

Endstand des Turniers:
1. Nordkorea
2. Südafrika
3. Mongolei

Für die annullierten Spiele sind die Spielberichtsbögen, aus denen sich unter anderem die Zuschauerzahlen und die Torschützen und Vorbereiter ergeben, von der IIHF nicht veröffentlicht worden. Mit Ausnahme der Gesamtzahl der Tore beziehen sich die Statistiken daher ausschließlich auf die vier gewerteten Spiele.

#### Division-III-Siegermannschaft
| Division-III-Aufsteiger Nordkorea | An Yun-chol, Jang Myong-jin, Jong Song-il, Ju Sung-hyok, Kim Chol-bom, Kim Hyong-jo, Kim Jin-hyok, Kim Ju-hyok, Kim Kwang-ho, Kim Myong-chol, Ku Song-min, Mun Chol, Om Sung-chol, Pak Kun-hyok, Pak Song-jin, Ri Chol-min, Ri Kum-song, Ri Pong-il, Ri Se-gwang, Yun Pong-chol Trainer: Pak Chang-dok |

### Auf- und Abstieg
| Absteiger aus der Division II: | Israel, Türkei    |
| Aufsteiger in die Division II: | Irland, Nordkorea |